# 三浦層群
三浦層群（みうらそうぐん）は、三浦半島から房総半島中・南部に分布する海成層である。

## 概要
第三紀中新世から鮮新世の海成層で、上総層群に不整合に覆われ、三浦半島では葉山層群を不整合に、房総半島では保田層群を覆う。
三浦半島では下位から、三崎層・逗子層・田越川層・池子層に区分、房総半島では、大崩層・奥山層・中尾原層から成る下部層、木ノ根層・天津層・千畑礫岩層から成る中部層、清澄層・安野層から成る上部層に区分される。また、房総半島では、そこでの三浦層群の上限である安野層と上総層群の下限である黒滝層との間に黒滝不整合が存在する。また、下位の葉山層群との間には鐙摺の不整合がみられ、神奈川県の天然記念物に指定されている。
三浦市海外町では、漣痕（波調層）やスランプ構造などの堆積構造が見られ、神奈川県の天然記念物に指定されている。